# Lichtkubus

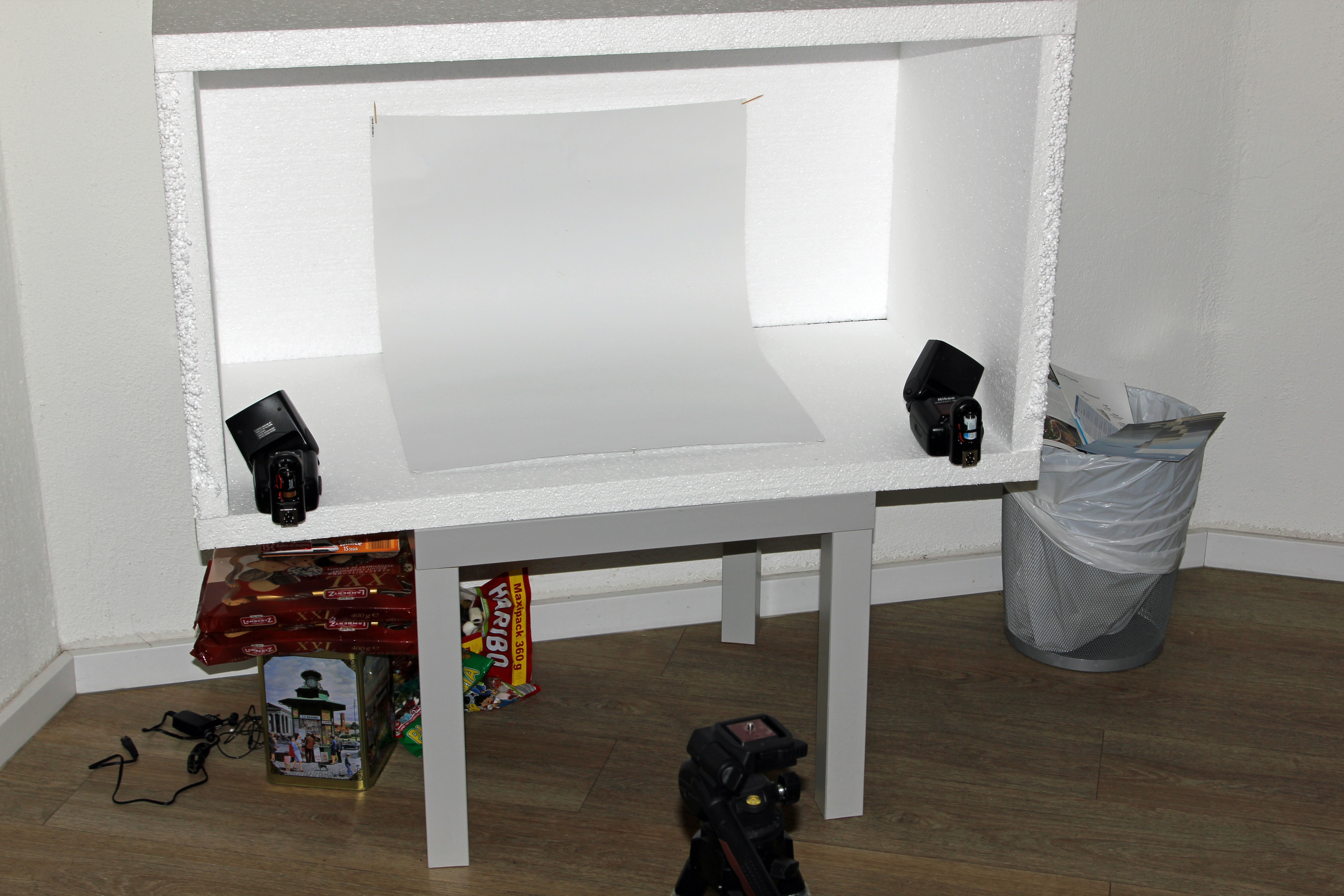
Zelfbouw lightbox

Een lichtkubus (Engels: light cube) is een kubusvormige constructie die als een kleine tent kan worden opgezet en waarin producten van buitenaf gelijkmatig kunnen worden belicht. Het apparaat is vooral geschikt voor productfotografie. De afmetingen van de zijden zijn doorgaans tussen 30 cm en 80 cm.
De constructie is meestal zodanig dat het te fotograferen object op een ondergrond wordt geplaatst die naadloos, dus zonder een scherpe hoek, overgaat naar de achterwand. Soms is deze ondergrond een afzonderlijk element. De zijkanten en bovenkant zijn open, of uit wit doorschijnend materiaal vervaardigd, zodat het object van buitenaf met studiolampen of softboxen kan worden belicht. Als alternatief kunnen de wanden van wit, reflecterend materiaal zoals styropor platen worden vervaardigd. In dat geval worden deze van binnenuit belicht. Het licht dat op het onderwerp schijnt is zo veel mogelijk gelijkmatig.